# Shortugai

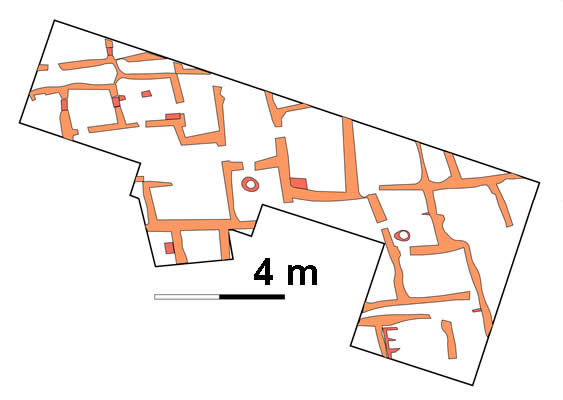
Plan fragmentu wyykopalisk

Shortugai (Shortughai) – starożytna osada protomiejska oraz placówka handlowa zaliczana do Cywilizacji doliny Indusu, pochodząca z przełomu III i II tysiąclecia p.n.e. Położona w dorzeczu Amu-darii (starożytnego Oksusu), w pobliżu licznych kopalń lapis lazuli. 
Lokalizacja w pewnym oddaleniu od doliny Indusu i głównych ośrodków kultury harappańskiej czyni to miejsce najdalej na północ wysuniętą i znaną osadą należącą do Cywilizacji doliny Indusu.
Obecnie jest to stanowisko archeologiczne w północnym Afganistanie, w prowincji Tachar.

## Placówka handlowa
W czasach kultury harappańskiej miejsce to było placówką handlową powiązaną głównie ze znajdującymi się nieopodal kopalniami lapis lazuli. Prawdopodobnie handlowano tutaj także cyną, wielbłądami oraz innymi lokalnie dostępnymi surowcami i towarami.

## Wykopaliska
Miejsce prowadzenia wykopalisk składa się z dwóch wzgórz oznaczonych literami A oraz B. Na jednym ze wzgórz ulokowana  była handlowa osada protomiejska, na drugim zaś obronna cytadela. Każde ze wzgórz zajmuje obszar około dwóch hektarów. 

### Znaleziska
Stanowisko archeologiczne zostało odkryte w 1976 roku, od tamtego czasu archeologowie odkryli między innymi liczną, wykonaną z lapis lazuli i karneolu biżuterię, terakotowe figurki oraz przedmioty wykonane z brązu. Inne typowe dla kultury harappańskiej znaleziska to między innymi kwadratowe pieczęcie z nieodszyfrowanymi inskrypcjami i motywami nosorożca, gliniane figurki przedstawiające bydło i wozy, a także zdobiona ceramika. 
Pozostałe znaleziska to między innymi ceramika z motywami harappańskimi, gliniane słoje, przedmioty zdobione złotem, wiertła, koraliki, ozdoby z muszli i inne. Wszystkie one potwierdzają przynależność osady do Cywilizacji doliny Indusu.
Cegły używane do budowy posiadają cechy typowe dla cegieł, jakie wykorzystywano w ośrodkach kultury harappańskiej.

### Rolnictwo
W bezpośrednim sąsiedztwie znaleziono ślady prowadzenia zaawansowanej działalności rolniczej oraz nasiona, między innymi lnu. Suchy klimat powodował, że budowano kanały irygacyjne dostarczające wodę z odległej o 25 kilometrów Kokczy. Jedna z teorii mówi, że technologia irygacji pojawiła się na tych terenach razem z osadnikami z doliny Indusu. Inna teoria głosi, że tutejszy system irygacyjny jest efektem wpływów rozwijającej się w tym samym czasie sąsiedniej kultury Namazga-Tepe, na terenie dzisiejszego Turkmenistanu.